# Cuvée

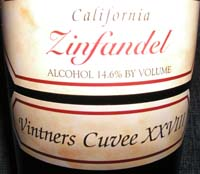
Příklad označení "Cuvee XXVIII" na láhvi Zinfandel

Cuvée [kyvé] (někdy též cuvee nebo kupáž) je označení vína, které se připravuje smícháním několika odrůd hroznů, rmutů nebo moštů dohromady. Scelování vín pomáhá k dosažení harmonie konečného produktu, aby byl celkový dojem vína lepší. Cuvée může být smíchané z více než dvou odrůd, tehdy se však na etiketě vyznačuje procento jednotlivých odrůd. 
Název Cuvée pochází z francouzského slova cuve (nádoba, káď).